# Droit administratif au Canada
Le droit administratif est une branche du droit public canadien qui s’intéresse à l’organisation et au fonctionnement de l’administration publique. Il s'agit d'un domaine de tradition britannique qui est régi par la common law. Ainsi, les diverses règles qui régissent le contrôle des pouvoirs de l'État ainsi que de la relation entre ce dernier et les citoyens ont été majoritairement développées par les tribunaux.  

## Primauté du droit
La primauté du droit est un concept universellement reconnu. Il est a la base du droit administratif canadien. Il assure que dans les processus décisionnels personne ne puisse prendre des décisions arbitraires. Ainsi, tel que mentionné dans l'Affaire Roncarelli, personne ne peut se soustraire à la loi. 

## Actes administratifs

### Pouvoir quasi judiciaire

#### Acte quasi judiciaire
Un acte quasi judiciaire est un acte administratif qui porte directement ou indirectement atteinte aux droits et obligations d'un administré et qui a été rendu suivant un processus semblable à celle des cours de justices traditionnelles. L'élaboration de la notion d'acte quasi judiciaire a été principalement développée par les arrêts 2747-3174 Québec Inc. c. Québec (Régie des permis d'alcool) et Ministre du Revenu National c. Coopers and Lybrand.  

##### Ministre du Revenu National c. Coopers and Lybrand
Dans cet arrêt, le juge Dickson a formulé une liste non exhaustive de critères pour déterminer si une décision ou ordonnance est légalement soumise à un processus judiciaire ou quasi judiciaire:

### Pouvoir discrétionnaire
La notion de pouvoir discrétionnaire s’applique dans les cas où le droit ne dicte pas une décision précise, ou quand le décideur se trouve devant un choix d’options à l’intérieur de limites imposées par la loi. 

### Pouvoir réglementaire
Le pouvoir réglementaire est celui d'établir un acte normatif, de caractère général et impersonnel, édicté en vertu d’une loi et qui, lorsqu’il est en vigueur, a force de loi.

### Pouvoir lié
Le pouvoir lié s'applique lorsque la personne visée doit agir de manière prédéterminée par le législateur. 

## Contrôle des actes administratifs

### Normes de contrôle
En droit canadien, la norme de contrôle désigne le degré de déférence que doivent adopter les cours de justice lorsqu'elles sont appelées à effectuer le contrôle judiciaire de décisions de tribunaux administratifs ou d'arbitres. En fonction des circonstances juridiques, la cour de révision adoptera la norme de décision raisonnable (beaucoup de déférence à l'égard du décideur administratif) ou la norme de décision correcte (peu de déférence à son égard). L'arrêt de principe actuel en matière de norme de contrôle est la décision Canada (Ministre de la Citoyenneté et de l’Immigration) c. Vavilov de 2019.